# جوردن كوري
جوردن كوري (بالإنجليزية: Jordan Corey)‏ هي مغنية أمريكية، ولدت في 28 سبتمبر 1990.

## وصلات خارجية
- الموقع الرسمي
- جوردن كوري على موقع ميوزك برينز (الإنجليزية)